# D'une ombre à l'autre
Albums de Francis Cabrel
Sarbacane
(1989) Samedi soir sur la Terre
(1994)
L'album D'une ombre à l'autre retrace les deux tournées que Francis Cabrel entreprit à la suite de son album Sarbacane : le Sarbacane Tour et sa formule acoustique.
Sarbacane Tour (disques 1 et 2, chansons 1 à 5) fut enregistré au Palais des Sports de Toulouse les 1er et 2 décembre 1989. La formule acoustique (disque 2, chansons 6 à 14 et disque 3) au Centre Culturel de Sarlat, du 12 au 15 mai 1991.

## Titres des 3 CD audio
| 1.  | Le pas des ballerines            | 8 min 55 s |
| 2.  | Animal                           | 5 min 10 s |
| 3.  | Saïd et Mohammed                 | 4 min 14 s |
| 4.  | Petite Marie                     | 3 min 52 s |
| 5.  | Tourner les hélicos              | 5 min 18 s |
| 6.  | Les murs de poussière            | 3 min 25 s |
| 7.  | Je te suivrai                    | 5 min 00 s |
| 8.  | Le temps s'en allait             | 5 min 06 s |
| 9.  | L'encre de tes yeux              | 3 min 29 s |
| 10. | Petite sirène                    | 3 min 27 s |
| 11. | Question d'équilibre             | 3 min 43 s |
| 12. | Qu'est-ce que je viens de dire ? | 4 min 00 s |
| 13. | Je sais que tu danses            | 4 min 27 s |
| 14. | Carte postale                    | 4 min 25 s |
| 15. | Je pense encore à toi            | 2 min 06 s |

| 1.  | C'est écrit             | 5 min 58 s |
| 2.  | Sarbacane               | 4 min 28 s |
| 3.  | Dormir debout           | 4 min 30 s |
| 4.  | Encore et encore        | 5 min 50 s |
| 5.  | La dame de Haute-Savoie | 3 min 56 s |
| 6.  | Les chevaliers cathares | 3 min 25 s |
| 7.  | Je l'aime à mourir      | 3 min 09 s |
| 8.  | Gitans                  | 4 min 10 s |
| 9.  | Une star à sa façon     | 3 min 10 s |
| 10. | Ma place dans le trafic | 4 min 40 s |
| 11. | Les murs de poussière   | 3 min 49 s |
| 12. | La fabrique             | 3 min 32 s |
| 13. | Lisa                    | 3 min 45 s |
| 14. | Tourner les hélicos     | 6 min 00 s |

| 1.  | Si tu la croises un jour  | 3 min 02 s |
| 2.  | Petite Marie              | 3 min 45 s |
| 3.  | Je te suivrai             | 4 min 15 s |
| 4.  | Leila et les chasseurs    | 3 min 10 s |
| 5.  | Tout le monde y pense     | 3 min 42 s |
| 6.  | Chandelle                 | 4 min 12 s |
| 7.  | La fille qui m'accompagne | 4 min 47 s |
| 8.  | Rosie                     | 3 min 33 s |
| 9.  | Chauffard                 | 4 min 11 s |
| 10. | C'était l'hiver           | 3 min 40 s |
| 11. | Dame d'un soir            | 5 min 55 s |
| 12. | Sarbacane                 | 4 min 29 s |
| 13. | Encore et encore          | 5 min 40 s |
| 14. | La dame de Haute-Savoie   | 4 min 08 s |

D'une ombre à l'Autre est aussi le titre d'un DVD reprenant les concerts de la tournée Sarbacane Tour, sorti en 2000 et contenant les deux parties (Live et Spectacle Acoustique).

## Titres DVD
| Sarbacane Tour Live | Sarbacane Tour Live              | Sarbacane Tour Live | Sarbacane Tour Live | Sarbacane Tour Live | Sarbacane Tour Live | Sarbacane Tour Live | Sarbacane Tour Live | Sarbacane Tour Live | Sarbacane Tour Live |
| No                  | Titre                            | Durée               |                     |                     |                     |                     |                     |                     |                     |
| ------------------- | -------------------------------- | ------------------- | ------------------- | ------------------- | ------------------- | ------------------- | ------------------- | ------------------- | ------------------- |
| 1.                  | Le pas des ballerines            |                     |                     |                     |                     |                     |                     |                     |                     |
| 2.                  | Saïd et Mohammed                 |                     |                     |                     |                     |                     |                     |                     |                     |
| 3.                  | Tourner les hélicos              |                     |                     |                     |                     |                     |                     |                     |                     |
| 4.                  | Le temps s'en allait             |                     |                     |                     |                     |                     |                     |                     |                     |
| 5.                  | Petite sirène                    |                     |                     |                     |                     |                     |                     |                     |                     |
| 6.                  | Rosie                            |                     |                     |                     |                     |                     |                     |                     |                     |
| 7.                  | Qu'est-ce que je viens de dire ? |                     |                     |                     |                     |                     |                     |                     |                     |
| 8.                  | Je sais que tu danses            |                     |                     |                     |                     |                     |                     |                     |                     |
| 9.                  | Carte postale                    |                     |                     |                     |                     |                     |                     |                     |                     |
| 10.                 | Je pense encore à toi            |                     |                     |                     |                     |                     |                     |                     |                     |
| 11.                 | C'est écrit                      |                     |                     |                     |                     |                     |                     |                     |                     |
| 12.                 | Sarbacane                        |                     |                     |                     |                     |                     |                     |                     |                     |
| 13.                 | Dormir debout                    |                     |                     |                     |                     |                     |                     |                     |                     |
| 14.                 | La dame de Haute-Savoie          |                     |                     |                     |                     |                     |                     |                     |                     |
| 15.                 | Les Chevaliers Cathares          |                     |                     |                     |                     |                     |                     |                     |                     |
| 1 h 11 min 24 s     |                                  |                     |                     |                     |                     |                     |                     |                     |                     |

| Spectacle Acoustique | Spectacle Acoustique      | Spectacle Acoustique | Spectacle Acoustique | Spectacle Acoustique | Spectacle Acoustique | Spectacle Acoustique | Spectacle Acoustique | Spectacle Acoustique | Spectacle Acoustique |
| No                   | Titre                     | Durée                |                      |                      |                      |                      |                      |                      |                      |
| -------------------- | ------------------------- | -------------------- | -------------------- | -------------------- | -------------------- | -------------------- | -------------------- | -------------------- | -------------------- |
| 1.                   | Gitans                    |                      |                      |                      |                      |                      |                      |                      |                      |
| 2.                   | Question d'équilibre      |                      |                      |                      |                      |                      |                      |                      |                      |
| 3.                   | Une star à sa façon       |                      |                      |                      |                      |                      |                      |                      |                      |
| 4.                   | Ma place dans le trafic   |                      |                      |                      |                      |                      |                      |                      |                      |
| 5.                   | Les murs de poussière     |                      |                      |                      |                      |                      |                      |                      |                      |
| 6.                   | L'encre de tes yeux       |                      |                      |                      |                      |                      |                      |                      |                      |
| 7.                   | Tourner les hélicos       |                      |                      |                      |                      |                      |                      |                      |                      |
| 8.                   | Petite Marie              |                      |                      |                      |                      |                      |                      |                      |                      |
| 9.                   | Je te suivrai             |                      |                      |                      |                      |                      |                      |                      |                      |
| 10.                  | Leila et les chasseurs    |                      |                      |                      |                      |                      |                      |                      |                      |
| 11.                  | Tout le monde y pense     |                      |                      |                      |                      |                      |                      |                      |                      |
| 12.                  | La fille qui m'accompagne |                      |                      |                      |                      |                      |                      |                      |                      |
| 13.                  | Animal                    |                      |                      |                      |                      |                      |                      |                      |                      |
| 14.                  | Chauffard                 |                      |                      |                      |                      |                      |                      |                      |                      |
| 15.                  | C'était l'hiver           |                      |                      |                      |                      |                      |                      |                      |                      |
| 16.                  | Je l'aime à mourir        |                      |                      |                      |                      |                      |                      |                      |                      |
| 17.                  | Je sais que tu danses     |                      |                      |                      |                      |                      |                      |                      |                      |
| 18.                  | Sarbacane                 |                      |                      |                      |                      |                      |                      |                      |                      |
| 19.                  | Encore et encore          |                      |                      |                      |                      |                      |                      |                      |                      |
| 1 h 41 min 36 s      |                           |                      |                      |                      |                      |                      |                      |                      |                      |